# Leónidas II
Leónidas II (português europeu) ou Leônidas II (português brasileiro) (ca. 310 a.C. — 235 a.C.) foi um rei de Esparta da casa dos Ágidas, entre 254 a.C. e 235 a.C.. Foi o sucessor de Areu II, do qual era guardião. Ele opôs-se às tentativas de reforma levadas a cabo pelo outro rei espartano, o euripôntida Ágis IV.

## Família
Cleônimo, seu pai, ficou furioso por ter sido preterido ao trono por seu sobrinho Areu I, e, para pacificá-lo, os éforos deram-lhe várias honras, como o comando do exército. Apesar de ter ganho o comando do exército, ele cometeu atos contra Esparta, trazendo Pirro, rei do Epiro, para invadir a Lacônia.

## Ascensão
Acrótato I, filho de Areu I, morreu em Megalópolis, lutando contra o tirano Aristodemo, deixando sua mulher grávida. Leônidas tornou-se regente e guardião da criança, e quando Areu II morreu de doença aos oito anos de idade, Leônidas tornou-se rei.

## Queda
Durante o reinado de Ágis IV e Leônidas II em Esparta, devido a um conflito entre os reis, o éforo Lisandro decidiu derrubar Leônidas, baseado em uma lei antiga que proibia qualquer descendente de Héracles de ter filhos com mulheres estrangeiras.
Havia uma tradição espartana: a cada nove anos, em uma noite clara e sem lua, os éforos observavam o céu, e uma estrela cadente era o sinal de que os reis haviam pecado contra os deuses, e seriam suspensos como reis até que o Oráculo de Delfos os pronunciassem inocentes.
Lisandro disse que havia observado a estrela cadente, e arrumou testemunhas de que Leônidas tinha dois filhos com uma mulher que havia sido dada a ele pelos generais de Seleuco, e que só havia retornado para Esparta porque ela não gostava dele Neste momento surge Cleômbroto II, genro de Leônidas, que foi convencido por Lisandro para assumir o reinado, pois ele também era da linhagem real.
Leônidas vai o tempo de Atena Chalkioikos como suplicante, e a ele junta-se sua filha Quilônis; como Leônidas não foi a julgamento, ele foi deposto e Cleômbroto tornou-se rei.

## Exílio
Quando Leônidas estava indo para o exílio em Tégea, Agesilau, tio materno de Ágis IV, enviou uma tropa para matar Leônidas, mas Ágis enviou outra, que protegeu e levou Leônidas em segurança, garantindo que a deposição de Leônidas fosse feita sem derramamento de sangue. Sua filha Quilônis, esposa de Cleômbroto, o acompanhou no exílio.

## Retorno
Agesilau, que se tornou um éforo, cometeu vários atos de injustiça, o que levou os seus inimigos a trazerem de volta Leônidas. Agesilau escapou, graças a seu filho Hippomedon, que era amado pelos cidadãos por causa de seu valor, mas os reis se tornaram suplicantes; Ágis no altar de Atena Chalkioikos e Cleômbroto no altar de Posidão.
Leônidas estava disposto a matar seu genro Cleômbroto, porém ficou comovido com o discurso de sua filha Quilônis, condenando-o ao exílio. Quilônis, apesar dos apelos do pai, acompanhou o marido no exílio, levando seus dois filhos menores.

## Sucessão
Ele foi sucedido por seu filho Cleômenes III,  cuja mãe de chamava Cratesicleia. Cleômenes III, por ordem de Leônidas II, se casou com Agiatis, a viúva de Ágis IV, rei euripôntida. Cratesicleia, para ajudar o filho quando este passou a reinar, se casou de novo com um cidadão de influência. Cleômenes III, seus dois filhos com Agiatis, sua mãe Cratesicleia e as esposas e filhos dos seus companheiros foram mortos no Egito durante o reinado de Ptolemeu IV Filopátor.